# Tarsius fuscus
Tarsius fuscus és una espècie de primat de la família dels tarsers (Tarsiidae). És endèmic d'Indonèsia, on viu a l'extrem sud-occidental de l'illa de Sulawesi, prop de Makassar. Anteriorment era considerat un sinònim més modern del tarser espectral (T. tarsius). Tanmateix, quan l'àmbit de distribució d'aquesta altra espècie fou reduït a la població d'una sola illa situada prop de Cèlebes, aquest nom fou recuperat per referir-se a la resta de poblacions antigament classificades com a T. tarsius.